# Nemichthys
Nemichthys è un genere di pesci ossei abissali appartenenti alla famiglia Nemichthyidae.

## Distribuzione e habitat
Nemichthys curvirostris e N. scolopaceus sono cosmopolite mentre N. larseni è limitata alle acque pacifiche americane. Nel mar Mediterraneo è presente N. scolopaceus. Vivono in acque profonde, soprattutto del piano abissale dove fanno vita batipelagica.

## Specie
- Nemichthys curvirostris
- Nemichthys larseni
- Nemichthys scolopaceus[1]